# The Mountain (Three Days Grace)
The Mountain è un singolo del gruppo musicale canadese Three Days Grace, pubblicato il 25 gennaio 2018 come primo estratto dal sesto album in studio Outsider.

## Video musicale
il videoclip pubblicato il 25 gennaio 2018 sul canale Vevo-YouTube del gruppo, mostra il gruppo cantare in un anello di Ultimate Fighting Championship con un'apparizione ospite di Misha Cirkunov.

## Formazione
Gruppo
- Matt Walst – voce
- Barry Stock – chitarra
- Brad Walst – basso
- Neil Sanderson – batteria, tastiera, cori

Altri musicisti
- Dani Rosenoer – tastiera, sintetizzatore